# Ictalurus lupus
Ictalurus lupus é uma espécie de peixe da família Ictaluridae.
Pode ser encontrada nos seguintes países: México e nos Estados Unidos da América.